# Luigi Perversi
Luigi Perversi (Santa Cristina e Bissone, 22 maggio 1906 – Garbagnate Milanese, 27 febbraio 1991) è stato un calciatore italiano, di ruolo difensore.
Ha disputato un totale di 341 partite ufficiali con la maglia del Milan negli anni venti e trenta ed è stato capitano dei rossoneri per due stagioni, dal 1936 al 1938.

## Caratteristiche tecniche
Di ruolo terzino, fu soprannominato "gladiatore" per lo spirito combattivo e generoso con cui scendeva in campo.
(da Corriere della Sera, 1 maggio 1932)

## Carriera
La famiglia di Perversi si trasferì a Milano dopo pochi mesi dalla nascita di Luigi, il quale si fece notare giocando nella squadra dello Striver, rappresentativa meneghina creata per sponsorizzare l'omonimo marchio di articoli sportivi. Vittorio Pozzo, allora tecnico rossonero, lo portò al Milan, squadra con cui fece il suo debutto nel calcio professionistico, nella stagione 1925-1926.
Dopo essere andato in prestito al Modena per un anno, ritornò alla squadra milanese con cui giocò da titolare per il resto della sua carriera, formando una solida coppia difensiva con Alessandro Schienoni prima (fino al 1933), e con Giuseppe Bonizzoni poi. 
Si ritirò dal calcio giocato nel 1940, a causa di un grave infortunio al ginocchio subito a Firenze nel corso di una partita contro la squadra viola.

## Statistiche

### Presenze e reti nei club
| Stagione        | Squadra         | Campionato      | Campionato | Campionato | Coppe nazionali | Coppe nazionali | Coppe nazionali | Coppe continentali | Coppe continentali | Coppe continentali | Altre coppe | Altre coppe | Altre coppe | Totale | Totale |
| Stagione        | Squadra         | Comp            | Pres       | Reti       | Comp            | Pres            | Reti            | Comp               | Pres               | Reti               | Comp        | Pres        | Reti        | Pres   | Reti   |
| --------------- | --------------- | --------------- | ---------- | ---------- | --------------- | --------------- | --------------- | ------------------ | ------------------ | ------------------ | ----------- | ----------- | ----------- | ------ | ------ |
| 1925-1926       | Milan           | PD              | 1          | 0          | -               | -               | -               | -                  | -                  | -                  | -           | -           | -           | 1      | 0      |
| 1927-1928       | Milan           | DN              | 6          | 0          | -               | -               | -               | -                  | -                  | -                  | -           | -           | -           | 6      | 0      |
| 1928-1929       | Milan           | DN              | 30         | 0          | -               | -               | -               | CEC                | 2                  | 0                  | -           | -           | -           | 32     | 0      |
| 1929-1930       | Milan           | A               | 22         | 0          | -               | -               | -               | -                  | -                  | -                  | -           | -           | -           | 22     | 0      |
| 1930-1931       | Milan           | A               | 34         | 0          | -               | -               | -               | -                  | -                  | -                  | -           | -           | -           | 34     | 0      |
| 1931-1932       | Milan           | A               | 32         | 0          | -               | -               | -               | -                  | -                  | -                  | -           | -           | -           | 32     | 0      |
| 1932-1933       | Milan           | A               | 34         | 0          | -               | -               | -               | -                  | -                  | -                  | -           | -           | -           | 34     | 0      |
| 1933-1934       | Milan           | A               | 19         | 0          | -               | -               | -               | -                  | -                  | -                  | -           | -           | -           | 19     | 0      |
| 1934-1935       | Milan           | A               | 27         | 0          | -               | -               | -               | -                  | -                  | -                  | -           | -           | -           | 27     | 0      |
| 1935-1936       | Milan           | A               | 30         | 0          | CI              | 3               | 0               | -                  | -                  | -                  | -           | -           | -           | 33     | 0      |
| 1936-1937       | Milan           | A               | 30         | 0          | CI              | 6               | 0               | -                  | -                  | -                  | -           | -           | -           | 36     | 0      |
| 1937-1938       | Milan           | A               | 30         | 0          | CI              | 5               | 0               | CEC                | 2                  | 0                  | -           | -           | -           | 37     | 0      |
| 1938-1939       | Milan           | A               | 22         | 0          | CI              | 4               | 0               | -                  | -                  | -                  | -           | -           | -           | 26     | 0      |
| 1939-1940       | Milan           | A               | 2          | 0          | -               | -               | -               | -                  | -                  | -                  | -           | -           | -           | 2      | 0      |
| Totale Milan    | Totale Milan    | Totale Milan    | 319        | 0          |                 | 18              | 0               |                    | 4                  | 0                  |             | -           | -           | 341    | 0      |
| Totale carriera | Totale carriera | Totale carriera | ?          | ?          |                 | ?               | ?               |                    | ?                  | ?                  |             | ?           | ?           | ?      | ?      |